# نموذج مجرد

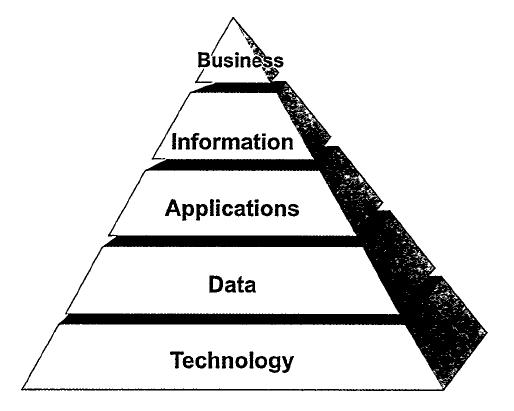

النموذج المجرّد أو النموذج التصوري (بالإنجليزية: Conceptual Model) هو بناء نظري يمثّل شيء معين، بمجموعة من المتغيرات ومجموعة من العلاقات المنطقيّة والكمّية بينهم.